# جيمس داف
جيمس داف (بالإنجليزية: James Duff)‏ هو مؤلف وكاتب مسرحي وكاتب سيناريو أمريكي، ولد في 3 سبتمبر 1955 في نيو أورلينز في الولايات المتحدة.

## وصلات خارجية
- جيمس داف على موقع IMDb (الإنجليزية)
- جيمس داف على موقع ألو سيني (الفرنسية)
- جيمس داف على موقع أول موفي (الإنجليزية)
- جيمس داف على موقع قاعدة بيانات برودواي على الإنترنت (الإنجليزية)
- جيمس داف على موقع قاعدة بيانات الأفلام السويدية (السويدية)
- جيمس داف على موقع قاعدة بيانات الفيلم (الإنجليزية)